# Francisca Donoso Andalaft
Francisca Donoso Andalaft (n. 18 de junio de 1995), es una jugadora chilena de hockey patines. Destaca por su participación en la posición de delantera con la selección de Chile, donde ha obtenido importantes logros, entre ellos el Campeonato Panamericano de 2011.

## Clubes
| Club                       | País   | Año        |
| -------------------------- | ------ | ---------- |
| Esporte Clube Correas      | Brasil | 2012       |
| Club de Hockey San Agustín | Chile  | 2013—2014  |
| Sferic Terrassa            | España | 2014—2016  |
| Club de Hockey San Agustín | Chile  | 2017—pres. |

## Palmarés

### Torneos nacionales
| Título                 | Club              | País  | Año  |
| ---------------------- | ----------------- | ----- | ---- |
| Liga Nacional de Honor | C. H. San Agustín | Chile | 2014 |

### Torneos internacionales
| Título                                     | Club               | País  | Año  |
| ------------------------------------------ | ------------------ | ----- | ---- |
| Panamericano de Hockey Patines             | Selección de Chile | Chile | 2011 |
| Plata en Copa América de Hockey Patines    | Selección de Chile | Chile | 2011 |
| Bronce en el Mundial de Hockey Patines     | Selección de Chile | Chile | 2014 |
| Plata en el Panamericano de Hockey Patines | Selección de Chile | Chile | 2018 |
| Bronce en el Mundial de Hockey Patines     | Selección de Chile | Chile | 2019 |

### Distinciones individuales
| Distinción                         | Club               | País  | Año  |
| ---------------------------------- | ------------------ | ----- | ---- |
| Goleadora del Mundial (12 goles) a | Selección de Chile | Chile | 2016 |

( )a: Junto a la también chilena Catalina Flores.